# 奈德·恩德莱斯
奈德·R·恩德莱斯（英語：Ned R. Endress，1918年3月2日—2010年6月19日），美国NBA联盟前职业篮球运动员。